# Bruinen
Bruinen ali Šumvoda (G.) je reka, ki izvira v Meglenem gorovju, v bližini Razendela. Nižje v toku se zliva z reko Mitheithel. Iz severo-vzhoda teče proti jugo-zahodu.